# .me
.me là tên miền quốc gia cấp cao nhất (ccTLD) của Montenegro.
Cơ quan đăng ký .me do doMEn điều hành đã giành được hợp đồng sau một quá trình đấu thầu do chính phủ Montenegro tiến hành và được đưa ra thông qua nhiều công ty đăng ký được công nhận trên toàn thế giới.
Google coi .me là tên miền cấp cao nhất dùng chung (gTLD) vì "người dùng và chủ sở hữu trang web thường thấy tên miền này mang tính chung chung hơn là mang ý nghĩa theo quốc gia".

## Giới thiệu
Montenegro tuyên bố độc lập khỏi Serbia và Montenegro vào ngày 3 tháng 6 năm 2006, sau khi đa số người Montenegro ủng hộ độc lập trong một cuộc trưng cầu dân ý toàn quốc. Là một phần của quốc gia Serbia và Montenegro, Montenegro đã sử dụng miền cấp hai .cg.yu một cách không chính thức; Các nhà chức trách Montenegro đã sử dụng miền phụ .mn.yu, trong khi miền cấp cao nhất .cs (TLD) đã được giao cho Serbia và Montenegro vào năm 2003 sau khi Nam Tư tan rã, nhưng vẫn không được sử dụng. Montenegro được gán mã gồm hai chữ cái "ME" theo tiêu chuẩn ISO 3166-1, được cấp bởi Tổ chức Tiêu chuẩn hóa Quốc tế (ISO) vào tháng 9 năm 2006 (hầu hết các chữ viết tắt có thể có khác của Montenegro (MO, MN, MT, MG và MR).
Vào tháng 9 năm 2007, ICANN đã ủy quyền miền .me cho Chính phủ Montenegro, với miền .yu trước đây sẽ được điều hành tạm thời bởi cơ quan đăng ký miền .rs (Cơ quan đăng ký tên miền Internet quốc gia Serbia) cho đến khi xóa bỏ cuối cùng vào hoặc trước ngày 30 tháng 9 2009. Ủy quyền của máy chủ định danh gốc đã được IANA phê duyệt, thành lập .me. Miền ".me" bắt đầu hoạt động vào ngày 24 tháng 9 năm 2007 và "Lời mời công khai để lựa chọn Đại lý đăng ký miền theo miền Internet quốc gia của Montenegro" đã được đăng vào ngày 14 tháng 11. doMEn d.o.o., với tư cách là một liên doanh có trụ sở tại Montenegro có các đối tác là Afilias, GoDaddy và ME-net d.o.o., đã được chọn làm nhà điều hành đăng ký mới.
Vào ngày 6 tháng 5 năm 2008, .me bắt đầu cho tất cả các chủ sở hữu tên miền đủ điều kiện trên toàn thế giới và vào ngày 16 tháng 7 năm 2008, quyền đăng ký được cung cấp cho tất cả mọi người đối với tất cả các miền .me tại các công ty đăng ký khác nhau.
| Đăng ký .ME                      |                                            |
| www.domen.me                     | Cơ quan đăng ký .ME bằng tiếng Montenegrin |
| www.domain.me                    | Cơ quan đăng ký .ME bằng tiếng Anh         |
| www.nic.me                       | Cơ quan đăng ký .ME cũ                     |
| Chính phủ Montenegro             |                                            |
| www.me                           | Thông tin về Montenegro                    |
| www.gov.me                       | Chính phủ Montenegro                       |
| www.szr.gov.me                   | Ban thư ký phát triển kinh tế              |
| Đại học Montenegro               |                                            |
| www.ucg.ac.me                    | Trang chính của Đại học Montenegro         |
| www.cis.ac.me                    | Trung tâm Hệ thống Thông tin               |
| www.etf.ac.me                    | Khoa Điện                                  |
| www.ef.ac.me www.ekonomija.ac.me | Khoa kinh tế                               |
| www.pmf.ac.me                    | Khoa Khoa học Tự nhiên và Toán học         |

## Cấu trúc miền .me
Miền .me đã được gán cho Montenegro dưới dạng mã quốc gia sau khi quốc gia này trở thành một quốc gia độc lập vào tháng 6 năm 2006. Tuy nhiên, chính phủ Montenegro đã quyết định .me sẽ được sử dụng như một tên chung sau khi xem xét khả năng hấp dẫn trên toàn thế giới đối với miền.
Đăng ký miền cấp ba có sẵn cho công dân Montenegro và các công ty trong các khu vực sau:
- .co.me – không giới hạn đăng ký, thích hợp cho các công ty.
- .net.me – không giới hạn đăng ký, thích hợp cho các nhà cung cấp dịch vụ Internet.
- .org.me – không giới hạn đăng ký, thích hợp cho các tổ chức dân sự và hiệp hội.
- .edu.me – dành cho các tổ chức giáo dục.
- .ac.me – Các tổ chức học thuật và sau bậc trung học như trường đại học; Đại học Montenegro có ucg.ac.me là miền chính của nó.
- .gov.me – Cơ quan nhà nước và chính phủ.
- .its.me hoặc .priv.me – không giới hạn đăng ký, nhưng thích hợp cho mục đích sử dụng cá nhân.

## Thống kê
Đến năm 2010, hơn 320.000 miền .me đã được mua, khiến nó trở thành miền cấp cao nhất bán chạy nhất trong lịch sử.
Đến ngày 30 tháng 3 năm 2016, miền .me đã đạt hơn một triệu lượt đăng ký miền.

## Miền đặc biệt
Tên miền phụ của .me phải có độ dài từ 3 đến 63 ký tự, nhưng một số ngoại lệ đã được cấp, chủ yếu cho mục đích rút ngắn URL. Ví dụ về tên miền rút gọn bao gồm:
- Facebook (fb.me)
- GoDaddy (go.me)
- Facebook Messenger (m.me)
- Viber (vb.me)
- WhatsApp (wa.me)
- WordPress.com (wp.me)
- PayPal (pp.me)

## Tranh chấp tên miền
Năm 2008, ba vụ kiện nhãn hiệu đã được đệ trình lên Trung tâm Trọng tài và Hòa giải của Tổ chức Sở hữu Trí tuệ Thế giới. Tất cả ba tên miền (creditmutuel.me, porsche.me và exxonmobil.me) đã được chuyển cho những người khiếu nại.